# Воронковы (дворянский род)
Воронковы — древний русский дворянский род.
Род внесён в родословную книгу: Смоленской, Тамбовской, Киевской и Волынской губерний.
Род числится среди дворянских родов Области Войска Донского.

## История рода
Константин и Ждан Фёдоровичи Воронковы служили по Рославлю (1584). Максим Воронков владел поместьем в Дедиловском уезде.
Алексей Лазаревич показан в Атемарской десятне (1669—1670).
Род владел поместьями в Тверском уезде.

## Описание герба
Герб коллежского советника, жалованного на потомственное дворянское достоинство (31.07.1859): в серебряном поле две на крест положенные чёрные пики, сопровождаемые в углах четырьмя червлёными (красными) крестами. Щит увенчан дворянским шлемом и короною. Нашлемник: возникающий ополченец в серебряной одежде с чёрным кушаком, держащий серебряный с золотой рукоятью выгнутый меч. Намёт: справа серебряный с чёрным, слева серебряный с червлёным.
Герб Воронковых внесён в Часть III № 69 Сборника дипломных гербов Российского дворянства, не внесённых в Общий гербовник дворянских родов.